# 91 Days
91 Days (91デイズ) est une série d'animation japonaise produite par le studio Shuka, diffusée du 8 juillet 2016 au 20 septembre 2016.

## Synopsis
L'histoire se déroule aux États-Unis, en pleine prohibition.
La mafia est alors une puissante organisation à laquelle il ne vaut mieux pas se frotter.
Pourtant, Avilio décide d'affronter cette organisation gigantesque dans le seul et unique but de venger sa famille assassinée.
Sa cible ? Le groupe pour lequel travaillait son père autrefois.

## Personnages
Angelo Lagusa (アンジェロ・ラクーザ) / Avilio Bruno (アヴィリオ)
Voix japonaise : Takashi Kondō
Corteo (コルテオ)
Voix japonaise : Sōma Saitō

### Famille Vanetti
Nero Vanetti (ネロ・ヴァネッティ)
Voix japonaise : Takuya Eguchi
Fio Vanetti (フィオ・ヴァネッティ)
Voix japonaise : Hisako Tōjō
Frate Vanetti (フラテ・ヴァネッティ)
Voix japonaise : Kōtarō Nishiyama
Vincent Vanetti (ヴィンセント・ヴァネッティ)
Voix japonaise : Kazuhiro Yamaji
Vanno Clemente (ヴァンノ・クレメン)
Voix japonaise : Daisuke Ono

### Famille Orco
Don Orco (首领・オルコ)
Voix japonaise : Chafurin
Fango (ファンゴ)
Voix japonaise : Kenjirō Tsuda
Serpente (セルペンテ)
Voix japonaise : Yasuyuki Kaze

### Famille Galassia
Ronald Galassia (ロナルド・ガラッシア)
Voix japonaise : Yūichi Nakamura
Strega Galassia (ストレーガ・ガラッシア)
Voix japonaise : Subaru Kimura
Don Galassia (首领・ガラッシア)
Voix japonaise : Hōchū Ōtsuka

### Autres
Delphy
Voix japonaise : Hiroki Tōchi
Cerotto (チェロット)
Voix japonaise : Setsuji Satō

## Anime

### Liste des épisodes
| No  | Titre en français                       | Titre original                                   | Date de 1re diffusion |
| --- | --------------------------------------- | ------------------------------------------------ | --------------------- |
| 1   | La nuit du meurtre                      | 殺人の夜 Satsujin no Yoru                        | 8 juillet 2016        |
| 2   | Une apparence trompeuse                 | いつわりの幻影 Itsuwari no Gen'ei                | 15 juillet 2016       |
| 3   | Là où vont les bruits de pas            | 足音の行先 Ashioto no Akisaki                    | 22 juillet 2016       |
| 4   | Défaite et victoire, et ce qui s’ensuit | 敗けて勝って、その後で Makete Katte, Sono Ato de | 29 juillet 2016       |
| 5   | Le sang appelle le sang                 | 血は血を呼ぶ Chi wa Chi o Yobu                   | 5 août 2016           |
| 6   | Allons tuer le cochon                   | 豚を殺しに Buta o Korochi ni                     | 12 août 2016          |
| 7   | Un pauvre acteur                        | あわれな役者 A Ware na Yakusha                   | 19 août 2016          |
| 7.5 | Une courte chandelle                    | 短いローソク Mijikai Rōsoku                      | 26 août 2016          |
| 8   | L'ombre d'un voile                      | 帳の陰 Tobari no Kage                            | 3 septembre 2016      |
| 9   | De noires ambitions                     | 黒ずんだ野望 Kurozun da Yabō                     | 9 septembre 2016      |
| 10  | Une preuve de loyauté                   | 誠実の証 Seijitsu no Akashi                      | 16 septembre 2016     |
| 11  | Tout était vain                         | すべてがむだごと Subete ga Mudagoto              | 23 septembre 2016     |
| 12  | Évasion sous des cieux troublés         | 汚れた空をかいくぐり Kegareta sora o kaikuguri   | 30 septembre 2016     |

### Génériques
| Générique | Épisodes | Début  | Début                      | Fin           | Fin    |
| Générique | Épisodes | Titre  | Groupe                     | Titre         | Groupe |
| --------- | -------- | ------ | -------------------------- | ------------- | ------ |
| 1         | 1 – 12   | Signal | TK from Ling Tosite Sigure | Rain or Shine | ELISA  |